# جوایز ایندیپندنت اسپیریت
جوایز ایندیپندنت اسپیریت (به انگلیسی: Independent Spirit Awards) در سال ۱۹۸۴ با هدف جایزه دادن به «فیلم‌سازان مستقل» پایه‌گذاری شد. این جایزه در ابتدای شکل‌گیری تا سال ۱۹۸۶ به نام فیندی (انگلیسی FINDIE) یا «دوستان جوایز مستقل» (انگلیسی: Friends of Independents Awards) نامیده می‌شد.

## تاریخچه
توسط گرگوری ناوا و آنا توماس تأسیس شد.